# Макени (Вирџинија)
Макени (енгл. McKenney) град је у америчкој савезној држави Вирџинија. По попису становништва из 2010. у њему је живело 483 становника.

## Демографија
Према попису становништва из 2010. у граду је живело 483 становника, што је 42 (9,5%) становника више него 2000. године.
| Група             | 2000.       | 2010.       |
| Белци             | 290 (65,8%) | 290 (60,0%) |
| Афроамериканци    | 147 (33,3%) | 172 (35,6%) |
| Азијати           | 1 (0,2%)    | 1 (0,2%)    |
| Хиспаноамериканци | 9 (2,0%)    | 7 (1,4%)    |
| Укупно            | 441         | 483         |